# Thor: Miłość i grom
Thor: Miłość i grom (oryg. Thor: Love and Thunder) – amerykański fantastycznonaukowy film akcji na podstawie serii komiksów o superbohaterze o tym samym imieniu wydawnictwa Marvel Comics. Za reżyserię i scenariusz odpowiadał Taika Waititi. W tytułowej roli powrócił Chris Hemsworth, a obok niego w głównych rolach wystąpili: Christian Bale, Tessa Thompson, Jaimie Alexander, Taika Waititi, Russell Crowe i Natalie Portman.
Miłość i grom wchodzi w skład IV Fazy Filmowego Uniwersum Marvela, jest on dwudziestym dziewiątym filmem należącym do tej franczyzy i stanowi część jej drugiego rozdziału zatytułowanego The Multiverse Saga. Jest on kontynuacją filmów Thor z 2011, Thor: Mroczny świat z 2013 i Thor: Ragnarok z 2017 roku. Światowa premiera filmu Miłość i grom miała miejsce 23 czerwca 2022 roku w Los Angeles. W Polsce film zadebiutował 8 lipca tego samego roku. Miłość i grom przy budżecie szacowanym na 250 milionów dolarów zarobił ponad 760 milionów i otrzymał on przeważnie pozytywne oceny od krytyków.

## Streszczenie fabuły
Gorr i jego córka Love walczą z pragnieniem na jałowej pustyni. Pomimo ich modlitw do boga Rapu, Love umiera. Nekromiecz, służący do zabijania bogów miecz, wzywa Gorra, prowadząc go do bujnego królestwa Rapu. Po tym, jak Rapu lekceważy sytuację Gorra i zaczyna go dusić, Nekromiecz ofiarowuje się Gorrowi, a ten zabija nim Rapu i przysięga zabić wszystkich bogów. Gorr otrzymuje zdolność manipulowania cieniami i tworzenia potworów, ale pod wpływem miecza zostaje przeklęty nadchodzącą śmiercią i zepsuciem.
Po tym, jak Gorr zabił kilku bogów, Thor, który dołączył do Strażników Galaktyki, otrzymuje alarmujące wezwanie od Sif, która ostrzega go, że następnym celem Gorra jest Nowy Asgard. W międzyczasie u Jane Foster zostaje zdiagnozowany śmiertelny nowotwór w czwartym stadium. Kiedy tradycyjne metody leczenia zawodzą, Foster udaje się do Asgardu z nadzieją, że Mjølner, młot Thora, który został zniszczony przez Helę, ją uzdrowi. Wskutek przypadkowego zaklęcia, jakie Thor rzucił na Mjølner lata wcześniej, młot przekuwa się i związuje się z Foster. Thor dociera do Nowego Asgardu w momencie, kiedy Gorr zaatakował. Thor jest zaskoczony, że Foster włada Mjølnerem. Łączy siły z Foster, Walkirią i Korgiem, aby pokonać Gorra. Udaremniają jego atak, jednak udaje mu się porwać kilkoro dzieci z Asgardu i uwięzić w Królestwie Cieni.
Jednym z porwanych, jest syn Heimdalla, Axl, który odziedziczył zdolności po ojcu i kontaktuje się z Thorem. Thor, Foster, Walkiria i Korg udają się do Wszechmiasta, aby ostrzec innych bogów i poprosić ich o pomoc w stworzeniu armii. Zeus, przywódca bogów odmawia pomocy w obawie przed Gorrem i uważa, że pozostaną bezpieczni we Wszechmieście. Nakazuje pojmanie grupy, aby nie mogli ujawnić Gorrowi lokalizacji Wszechmiasta. Po tym, jak Zeus rani Korga, Thor przebija Zeusa jego własnym piorunem, który Walkiria zabiera. Całej czwórce udaje się uciec, a podczas podróży odnawia się uczucie pomiędzy Thorem a Foster, która ujawnia przed Thorem swoją chorobę.
Thor, Foster, Walkiria i Korg docierają do Królestwa Cieni, ale nie odnajdują tam dzieci. Foster odkrywa, że porwanie było pułapką Gorra, którego celem jest odebranie Thorowi jego topora, Stormbreakera, aby otworzyć Bifrost i dostać się do Wieczności, dzięki której może spełnić swoje pragnienie zabicia wszystkich bogów. Gorr obezwładnia grupę, raniąc przy tym poważnie Walkirię. Wycofują się na Ziemię, jednak Gorrowi udaje się wykraść Stormbreakera. Foster po każdym użyciu Mjølnera staje się coraz słabsza, a kolejne jego użycie może ją zabić. Thor przekonuje ją, aby pozostała w szpitalu i wróciła do zdrowia, a on wróci samotnie walczyć z Gorrem.
Thor odnajduje porwane dzieci i używając pioruna Zeusa, przekazuje im swoją moc piorunów do walki z potworami Gorra. On sam w tym czasie walczy z Gorrem. Kiedy Foster wyczuwa, że Gorr ma zamiar zabić Thora, dołącza do walki z Mjølnerem, aby mu pomóc. Niszczą Nekromiecz, uwalniając Gorra od jego wpływów, ale cała trójka zostaje przeniesiona do królestwa Wieczności. Gdy Gorr jest gotów spełnić swoje życzenie, Thor błaga Gorra, aby ożywił swoją córkę zamiast niszczyć bogów. Thor następnie zostawia Gorra, aby podjąć decyzję i wraca do Foster, która umiera. Gorr prosi Wieczność, aby ożywiła Love. Następnie Gorr umierając z powodu klątwy, prosi Thora, aby zaopiekował się jego córką.
Dzieci wracają do Nowego Asgardu, gdzie Walkiria i Sif rozpoczynają ich trening, a na cześć Jane Foster zostaje wybudowany pomnik. Thor adoptuje Love. W scenie w połowie napisów, we Wszechmieście Zeus, odzyskujący siły wysyła swojego syna, Herkulesa, aby zabił Thora. W scenie po napisach, Foster przybywa do bram Walhalli, gdzie wita ją Heimdall.

## Obsada
- Chris Hemsworth jako Thor, były król Asgardu, syn Odyna i Friggi. Potrafi wzywać pioruny oraz nimi władać. Posługuje się toporem o nazwie Stormbreaker, który pozwala na teleportację za pomocą Bifrostu[6]. Tristan Hemsworth, syn Chrisa Hemswortha, zagrał Thora jako dziecko[7].
- Christian Bale jako Gorr, galaktyczny zabójca, którego celem jest zagłada bogów[8].
- Tessa Thompson jako Walkiria, władczyni Asgardu, która należała do elitarnej jednostki wojowniczek[6].
- Jaimie Alexander jako Sif, asgardzka wojowniczka i przyjaciółka Thora z dzieciństwa[9].
- Taika Waititi jako Korg, Kronanin, przyjaciel Thora i były gladiator Arcymistrza[10]. Waititi zagrał również kronańskiego boga, Ninny of the Nonny[11].
- Russell Crowe jako Zeus, król Olimpu[12].
- Natalie Portman jako Jane Foster / Potężna Thor, astrofizyk i była dziewczyna Thora, która zyskuje jego moce[6].

Swoje role z poprzednich produkcji franczyzy powtórzyli: Kat Dennings jako Darcy Lewis, astrofizyk i przyjaciółka Jane Foster; Stellan Skarsgård jako Erik Selvig, profesor astrofizyki i mentor Jane Foster; Matt Damon, Sam Neill i Luke Hemsworth jako asgardzcy aktorzy grający Lokiego, Odyna i Thora; Daley Pearson jako Darryl Jacobson, przewodnik w Nowym Asgardzie; Stephen Murdoch jako głos Mieka oraz Idris Elba jako Heimdall w scenie po napisach.
W rolach Strażników Galaktyki powrócili: Chris Pratt jako Peter Quill / Star-Lord, pół człowiek, który jako dziecko został zabrany z Ziemi i wychowany przez grupę kosmicznych złodziei i przemytników o nazwie Ravengers; Dave Bautista jako Drax, wojownik, którego rodzina została zamordowana przez Thanosa; Karen Gillan jako Nebula, adoptowana córka Thanosa, wychowywana wspólnie z Gamorą; Pom Klementieff jako Mantis, która ma zdolność empatii; Vin Diesel jako głos Groota, humanoidalnego drzewa, będącego towarzyszem Rocketa i Bradley Cooper jako głos Rocketa, genetycznie zmodyfikowanego szopa, który biegle posługuje się bronią palną oraz Sean Gunn jako Kraglin Obfonteri, członek Ravagers, który był pierwszym oficerem Yondu Udonty.
Ponadto w filmie wystąpili: Kieron L. Dyer jako Axl, syn Heimdalla; Melissa McCarthy jako asgardzka aktorka grająca Helę; Ben Falcone jako menadżer aktorów; India Hemsworth, córka Chrisa Hemswortha jako Love, córka Gorra; Jenny Morris jako mieszkanka Nowego Asgardu; Elsa Pataky, żona Chrisa Hemswortha, jako kobieta-wilk; Chanique Greyling jako młodsza Frigga, matka Thora; Eliza Matengu jako Grace, matka Axla; Dave Cory jako Dwayne, Kronanin i partner Korga oraz Brett Goldstein jako Herkules, syn Zeusa w scenie po napisach. Asgardzkie dzieci porwane przez Gorra zagrały: Sasha Hemsworth, syn Chrisa Hemswortha; Amalia i Aleph Millepied, dzieci Natalie Portman; Matewa Kiritapu Waititi i Te Kainga O’Te Hinekahu Waititi, dzieci Taika Waititiego oraz Luka Bale i Rex Bale, dzieci Christiana Bale’a. Bogów zagrali: Simon Russell Beale jako Dionizos; Akosia Sabet jako Bast; Jonathan Brugh jako Rapu.

## Produkcja

### Rozwój projektu
W styczniu 2018 roku Chris Hemsworth wyjawił, że rozmawiał z Taiką Waititim, reżyserem Thor: Ragnarok, na temat pomysłów na czwarty film o Thorze. W kwietniu 2019 roku Tessa Thompson poinformowała, że decyzja o kolejnym filmie została podjęta przez Marvel Studios i Waititi ma przy nim pracować. W połowie lipca 2019 roku Waititi podpisał umowę ze studiem. Kilka dni później, podczas panelu studia na San Diego Comic-Conie, Kevin Feige oficjalnie zapowiedział Thor: Love and Thunder z amerykańską premierą w listopadzie 2021 roku. W lutym 2020 roku Jennifer Kaytin Robinson została zatrudniona do napisania scenariusza wspólnie z Waititim.
W marcu prace przedprodukcyjne nad filmem zostały wstrzymane wskutek pandemii COVID-19. Miesiąc później została przesunięta z tego powodu data premiery filmu na luty 2022 roku. W październiku wstępne prace zostały wznowione w Australii. W grudniu, podczas Disney Investor Day, data premiery została ponownie opóźniona na 6 maja 2022. W styczniu 2021 roku James Gunn wyjawił, że Waititi konsultował z nimi kwestię wykorzystania Strażników Galaktyki w filmie. W październiku 2021 roku data premiery została ponownie przesunięta na 8 lipca. W lipcu 2022 roku wyjawiono, że film będzie wchodził w skład The Multiverse Saga.

### Casting
Chris Hemsworth poinformował w styczniu 2018 roku, że jest zainteresowany kontynuacją współpracy z Marvel Studios w roli Thora, pomimo iż wypełnił swój kontrakt po zakończeniu zdjęć do filmu Avengers: Koniec gry. W lipcu 2019 roku oficjalnie potwierdzono, że aktor powróci jako Thor, razem z Tessą Thompson jako Walkiria i Natalie Portman jako Jane Foster. Ujawniono wtedy również, że Portman, podobnie jak w komiksach, stanie się żeńską wersją Thora. W sierpniu Jeff Goldblum zasugerował, że może powrócić do roli Arcymistrza. W październiku Taika Waititi wyjawił, że ponownie zagra Korga.
W styczniu 2020 roku Christian Bale rozpoczął negocjacje ze studiem dotyczące roli w filmie. Thompson poinformowała w marcu, że zagra on antagonistę. W tym samym miesiącu Vin Diesel, który użycza głosu Grootowi w filmach franczyzy zdradził, że rozmawiał z reżyserem filmu, który potwierdził mu, że Strażnicy Galaktyki pojawią się w filmie. W listopadzie potwierdzono, że Chris Pratt powtórzy swoją rolę jako Peter Quill. W grudniu poinformowano, że postać, którą zagra Bale to Gorr the God Butcher. Do obsady dołączyły również Jaimie Alexander jako Sif i Pom Klementieff jako Mantis.
W styczniu 2021 roku ujawniono, że Dave Bautista jako Drax, Karen Gillan jako Nebula i Sean Gunn pojawią się w filmie. Jednak nie ujawniono, którą postać zagra Gunn. We wcześniejszych produkcjach zagrał on Rocketa za pomocą techniki motion-capture oraz Kraglina. W tym samym miesiącu do obsady dołączył Matt Damon. Na początku lutego potwierdzono, że Gunn pojawi się w roli Kraglina. W marcu potwierdzono, że Damon, Sam Neill i Luke Hemsworth powtórzą swoje role asgardzkich aktorów z Thor: Ragnarok, a do obsady dołączyli Melissa McCarthy, Ben Falcone i Russell Crowe. Ponadto ujawniono, że Goldblum powróci jako Arcymistrz. W maju poinformowano, że w filmie wystąpi Jenny Morris, a w październiku, że w obsadzie znalazł się Simon Russell Beale.
Pod koniec czerwca 2022 roku ujawniono, że Peter Dinklage zagrał w filmie jako Eitri, jednak sceny z jego i Goldbluma udziałem zostały usunięte z ostatecznej wersji. Podobny los spotkał sceny z udziałem Leny Headey.

### Zdjęcia i postprodukcja
Początkowo prace na planie miały się rozpocząć w sierpniu 2020 roku, jednak wskutek pandemii COVID-19 zostały one przesunięte. Zdjęcia do filmu rozpoczęły się 22 stycznia 2021 roku w Sydney w Fox Studios Australia pod roboczym tytułem The Big Salad. Prace na planie zakończyły się 1 czerwca. Za zdjęcia odpowiadał Barry Idoine, scenografię przygotował Nigel Phelps, a nad kostiumami pracowała Mayes C. Rubeo.
Montażem zajęli się Matthew Schmidt, Peter S. Elliot, Tim Roche i Jennifer Vecchiarello. Efekty specjalne zostały stworzone przez studia produkcyjne: Industrial Light & Magic, Cinesite, Mammal Studios, Weta Digital, Rising Sun Pictures, Framestore, Method Studios, Luma Pictures, Raynault VFX, Base FX, EDI Effetti Digitali Italiani i Fin Design + Effects, a odpowiadał za nie Jake Morrison.

## Muzyka
W grudniu 2021 roku poinformowano, że Michael Giacchino skomponuje muzykę do filmu. Na początku lipca 2022 roku ujawniono, że Nami Melumad pracowała nad muzyką wspólnie z Giacchino. Album, Thor: Love and Thunder Original Motion Picture Soundtrack, został wydany 6 lipca 2022 roku przez Hollywood Records.
| Thor: Love and Thunder Original Motion Picture Soundtrack – 2022 | Thor: Love and Thunder Original Motion Picture Soundtrack – 2022 | Thor: Love and Thunder Original Motion Picture Soundtrack – 2022 | Thor: Love and Thunder Original Motion Picture Soundtrack – 2022 |
| Nr                                                               | Tytuł utworu                                                     | Autor                                                            | Długość                                                          |
| ---------------------------------------------------------------- | ---------------------------------------------------------------- | ---------------------------------------------------------------- | ---------------------------------------------------------------- |
| 1.                                                               | „Mama’s Got a Brand New Hammer”                                  | M. Giacchino, N. Melumad                                         | 6:10                                                             |
| 2.                                                               | „Just Desert”                                                    | M. Giacchino, N. Melumad                                         | 2:25                                                             |
| 3.                                                               | „Indigarr with the Diva”                                         | M. Giacchino, N. Melumad                                         | 1:44                                                             |
| 4.                                                               | „The Not Ready for New Asgard Players”                           | M. Giacchino, N. Melumad                                         | 1:39                                                             |
| 5.                                                               | „See Jane Thor”                                                  | M. Giacchino, N. Melumad                                         | 1:08                                                             |
| 6.                                                               | „Distressed Out”                                                 | M. Giacchino, N. Melumad                                         | 2:38                                                             |
| 7.                                                               | „Gorr Animals”                                                   | M. Giacchino, N. Melumad                                         | 2:33                                                             |
| 8.                                                               | „A Gorr Phobia”                                                  | M. Giacchino, N. Melumad                                         | 2:08                                                             |
| 9.                                                               | „The Ax Games”                                                   | M. Giacchino, N. Melumad                                         | 1:21                                                             |
| 10.                                                              | „Thorring to New Heights”                                        | M. Giacchino, N. Melumad                                         | 0:57                                                             |
| 11.                                                              | „Show Intel”                                                     | M. Giacchino, N. Melumad                                         | 2:53                                                             |
| 12.                                                              | „We’re Not Emos We’re Gods”                                      | M. Giacchino, N. Melumad                                         | 0:51                                                             |
| 13.                                                              | „The Zeus Fanfares”                                              | M. Giacchino, N. Melumad                                         | 1:26                                                             |
| 14.                                                              | „I Was in the Pool!”                                             | M. Giacchino, N. Melumad                                         | 2:25                                                             |
| 15.                                                              | „Saving Face”                                                    | M. Giacchino, N. Melumad                                         | 3:09                                                             |
| 16.                                                              | „Utter Lunarcy”                                                  | M. Giacchino, N. Melumad                                         | 1:24                                                             |
| 17.                                                              | „Think on Your Defeat”                                           | M. Giacchino, N. Melumad                                         | 1:41                                                             |
| 18.                                                              | „Bedside Hammer”                                                 | M. Giacchino, N. Melumad                                         | 1:35                                                             |
| 19.                                                              | „Temple-itis”                                                    | M. Giacchino, N. Melumad                                         | 1:38                                                             |
| 20.                                                              | „Surely, Temple”                                                 | M. Giacchino, N. Melumad                                         | 1:01                                                             |
| 21.                                                              | „The Power of Thor Propels You”                                  | M. Giacchino, N. Melumad                                         | 2:01                                                             |
| 22.                                                              | „Foster? I Barely Know Her!”                                     | M. Giacchino, N. Melumad                                         | 3:06                                                             |
| 23.                                                              | „Jane Stop This Crazy Thing”                                     | M. Giacchino, N. Melumad                                         | 2:52                                                             |
| 24.                                                              | „One Wish to Rule Them All”                                      | M. Giacchino, N. Melumad                                         | 2:58                                                             |
| 25.                                                              | „All’s Fair in Love and Thor”                                    | M. Giacchino, N. Melumad                                         | 1:44                                                             |
| 26.                                                              | „Bawl and Jane”                                                  | M. Giacchino, N. Melumad                                         | 1:23                                                             |
| 27.                                                              | „The Kids Are Alright”                                           | M. Giacchino, N. Melumad                                         | 1:21                                                             |
| 28.                                                              | „The Ballad of Love and Thunder”                                 | M. Giacchino, N. Melumad                                         | 8:12                                                             |
|                                                                  |                                                                  |                                                                  | 1:04:23                                                          |

## Promocja
W lipcu 2019 roku Chris Hemsworth, Tessa Thompson, Natalie Portman i Taika Waititi pojawili się na panelu Marvel Studios na San Diego Comic-Conie, podczas którego zapowiedziano film. 18 kwietnia 2022 roku zaprezentowano pierwszy zwiastun. Został on obejrzany 209 milionów razy w ciągu pierwszych 24 godzin. 23 maja został udostępniony drugi zwiastun produkcji.

## Wydanie
Światowa premiera filmu Thor: Miłość i grom miała miejsce 23 czerwca 2022 roku w Los Angeles. W wydarzeniu tym uczestniczyła obsada i ekipa produkcyjna filmu oraz zaproszeni goście. Premierze tej towarzyszył czerwony dywan oraz szereg konferencji prasowych.
W Stanach Zjednoczonych i w Polsce film zadebiutował 8 lipca 2022 roku. Początkowo była zaplanowana na 5 listopada 2021 roku, jednak wskutek pandemii COVID-19 studio zdecydowało się ją trzykrotnie przesunąć, początkowo na luty 2022, później na maj, a następnie lipiec.

## Odbiór

### Box office
Thor: Miłość i grom, mając budżet szacowany na 250 milionów dolarów, zarobił w weekend otwarcia ponad 300 milionów dolarów, z czego w Stanach Zjednoczonych i Kanadzie uzyskał ponad 140 milionów. W sumie film zarobił ponad 760 milionów dolarów.

### Krytyka w mediach
Film spotkał się w większości z pozytywnymi reakcjami krytyków. W serwisie Rotten Tomatoes 63% z 434 recenzji uznano za pozytywne, a średnia ocen wystawionych na ich podstawie wyniosła 6,4/10. Na portalu Metacritic średnia ważona ocen z 64 recenzji wyniosła 57 punktów na 100. Natomiast według serwisu CinemaScore, zajmującego się mierzeniem atrakcyjności filmów w Stanach Zjednoczonych, publiczność przyznała mu ocenę B+ w skali od F do A+.
Owen Gleiberman z „Variety” napisał, że „Thor: Miłość i grom jest daleki od standardu i to dobrze... podobnie jak Ragnarok, ma niecodzienne człowieczeństwo, które uzasadnia żarty”. Erik Kain z magazynu „Forbes” uznał, że „jeśli ktoś szuka zabawnego, beztroskiego filmu akcji z sympatyczną historią i mnóstwem śmiechu, Thor versus Gorr z Korgiem to przyjemna dwugodzinna rozrywka. Nic dodać nic ująć”. Valerie Complex z „Deadline Hollywood” oceniła, że „wygląda na to, że Taika Waititi wciąż znajduje oparcie w tej serii i być może zajmie się wyreżyserowaniem kolejnego filmu, aby znaleźć odpowiednią równowagę dla tych asgardzkich bohaterów”. Todd Gilchrist z AV Club pochwalił występ Natalie Portman i Christiana Bale’a. David Fear z „Rolling Stone” stwierdził, że Thor: Miłość i grom to „zderzenie rywalizujących tonów, wątków pobocznych, koncepcyjnych wielkich huśtawek i chaosu udającego patos – ten nowy dodatek do asgardzkiego zakątka bogów i potworów w Filmowego Uniwersum Marvela to święty bałagan”. Kyle Smith z „The Wall Street Journal” uznał, że „choć Chris Hemsworth, jak zwykle, świetnie się bawi w tytułowej roli, otaczający go film zbyt często napina się, by dostarczać emocji i śmiechu”. Cary Darling z „Houston Chronicle” napisała, że „ostatecznie Thor: Miłość i grom nie jest złym filmem, tylko frustrująco rozczarowującym”. Alison Willmore z Vulture stwierdziła, że „(...) bogowie, nieznośnie unoszący się nad zgiełkiem śmiertelników, są trochę do bani. Niestety, ten film jest o jednym z nich”.
Bartosz Czartoryski z Filmwebu napisał, że „film, choć nadal obciążony coraz bardziej już nieznośną formułą dramaturgiczną charakterystyczną dla projektu Kevina Feigiego, jest poprowadzony konsekwentnie i spójny tematycznie – choć wciąż lepiej działa na poziomie szczegółu niż ogółu”. Wojtek Smoła z IGN Polska ocenił, że „Taika Waititi po raz kolejny udowodnił, że świetnie rozumie klimat komiksów Marvela. To widowisko łączące świetny humor, wartką akcję, grę na emocjach z klasyczną superbohaterską opowieścią wzbogaconą o kilka plot twistów”. Dawid Muszyński z NaEkranie.pl stwierdził, że jest to „najlepsza część serii i świetny prognostyk na dalszy rozwój tego bohatera“. Mateusz Zaczyk z Filmożerców uznał, że „Thor: Miłość i grom to niewątpliwie jedno z najlepszych widowisk Marvela w ramach czwartej fazy i jedno z najzabawniejszych w ramach całego MCU, które zgrabnie łączy charakterystyczny dla reżysera dowcip z dramatyczną opowieścią o tym, jak ciężko poradzić sobie ze stratą ukochanych”. Natomiast Radosław Krajewski z Gram.pl stwierdził, że „Thor: miłość i grom to coś więcej niż rozczarowanie. Oglądanie tego filmu sprawia ból i udowadnia, że nie wszystko, co MCU, od razu musi zamieniać się w złoto”.

### Nagrody i nominacje
| Rok  | Ceremonia                          | Kategoria                                                  | Nominowani                                                   | Rezultat  | Przypis |
| ---- | ---------------------------------- | ---------------------------------------------------------- | ------------------------------------------------------------ | --------- | ------- |
| 2022 | Saturn Awards                      | Najlepszy film superbohaterski                             | Thor: Miłość i grom                                          | Nominacja | [ 81 ]  |
| 2022 | Saturn Awards                      | Najlepsze kostiumy                                         | Mayes C. Rubeo                                               | Nominacja | [ 81 ]  |
| 2022 | Saturn Awards                      | Najlepsza charakteryzacja                                  | Matteo Silvi, Adam Johansen                                  | Nominacja | [ 81 ]  |
| 2022 | Hollywood Music in Media Awards    | Najlepsza ścieżka dźwiękowa w filmie fantastycznonaukowym  | Michael Giacchino                                            | Nominacja | [ 82 ]  |
| 2022 | People’s Choice Awards             | Ulubiony film                                              | Thor: Miłość i grom                                          | Nominacja | [ 83 ]  |
| 2022 | People’s Choice Awards             | Ulubiony film akcji                                        | Thor: Miłość i grom                                          | Nominacja | [ 83 ]  |
| 2022 | People’s Choice Awards             | Ulubiony aktor filmowy                                     | Chris Hemsworth                                              | Wygrana   | [ 83 ]  |
| 2022 | People’s Choice Awards             | Ulubiona gwiazda kina akcji                                | Chris Hemsworth                                              | Nominacja | [ 83 ]  |
| 2022 | AACTA Awards                       | Najlepsze efekty specjalne lub animacja                    | Jake Morrison, Lisa Marra, Dan Oliver, Dan Bethell, Ian Cope | Nominacja | [ 84 ]  |
| 2022 | AACTA Awards                       | Najlepszy film – wybór publiczności                        | Thor: Miłość i grom                                          | Nominacja | [ 85 ]  |
| 2022 | AACTA Awards                       | Najlepszy aktor – wybór publiczności                       | Chris Hemsworth                                              | Nominacja | [ 85 ]  |
| 2023 | Hawaii Film Critics Society Awards | Najgorszy film 2022 roku                                   | Thor: Miłość i grom                                          | Nominacja | [ 86 ]  |
| 2023 | Amerykańska Gildia Kostiumologów   | Najlepsze kostiumy w filmie fantastycznonaukowym / fantasy | Mayes C. Rubeo                                               | Nominacja | [ 87 ]  |
| 2023 | Critics Choice Super Awards        | Najlepszy film superbohaterski                             | Thor: Miłość i grom                                          | Nominacja | [ 88 ]  |
| 2023 | Critics Choice Super Awards        | Najlepsza aktorka w filmie o superbohaterach               | Natalie Portman                                              | Nominacja | [ 88 ]  |
| 2023 | Kids’ Choice Awards                | Ulubiony aktor filmowy                                     | Chris Hemsworth                                              | Nominacja | [ 89 ]  |
| 2023 | Kids’ Choice Awards                | Ulubiona aktorka filmowa                                   | Natalie Portman                                              | Nominacja | [ 89 ]  |